# Timothy's Monster
Timothy's Monster è il quarto album in studio della band norvegese Motorpsycho, ed è il primo per un'etichetta major (EMI in Norvegia e attraverso un'etichetta indipendente (la Stickman Records) per il resto del mondo). Questo fu il loro primo doppio album ed uscì anche come triplo Lp.

## Tracce

### Cd Uno
1. Feel – 3:26 [Sæther]
2. Trapdoor – 4:22 [Sæther]
3. Leave It Like That – 3:33 [Sæther]
4. A Shrug & A Fistful – 3:14 [Sæther/Lien]
5. Kill Some Day – 6:53 [Sæther/Ryan/Sten]
6. On My Pillow – 7:21 [Ryan]
7. Beautiful Sister – 4:11 [Sæther/Lien]
8. Wearing Yr Smell – 3:35 [Sæther]
9. Now It's Time to Skate – 4:58 [Sæther]
10. Giftland – 10:20 [Sæther/Ryan]
11. Watersound – 5:11 [Sæther]

### Cd Due
1. The Wheel – 16:57 [Sæther/Ryan/Gebhardt/Lien]
2. Sungravy – 4:36 [Sæther]
3. Grindstone – 7:17 [Sæther/Sten]
4. The Golden Core – 12:59 [Sæther/Ryan]

## Versione Cd singolo
È stato stampato solo per il mercato statunitense ed inglese anche come Cd singolo, con diverse canzoni di diversa lunghezza dall'originale.
1. Feel – 3:31
2. Trapdoor – 4:21
3. Leave It Like That – 2:34
4. A Shrugh & A Fistfull – 3:14
5. Kill Some Day – 6:51
6. The Wheel – 8:48
7. Watersound – 5:10
8. On My Pillow – 5:43
9. Wearing Yr Smell – 3:36
10. Now It's Time to Skate – 4:55
11. Grindstone – 7:16
12. The Golden Core – 13:00

## Formazione
- Bent Sæther: voce, basso, chitarre, Mellotron, batteria, percussioni, piano, sitar, basso synth
- Hans Magnus Ryan: chitarre, voce, piano, percussioni
- Håkon Gebhardt: batteria, banjo, percussioni
- Lars Lien: piano, Wurlitzer, organo Hammond, voce
- Helge Sten (Deathprod): Theremin, Mellotron, samples, sintetizzatore

con:
- Øyvind Enger: cello in Sungravy
- Lars Mølna: viola in Sungravy
- Øyvind Brandtsegg: arrangiamento degli archi in Sungravy, vibrafono in The Golden Core
- Anneli Drecker: seconda voce in The Golden Core